# Општина Бајуц (Марамуреш)
Бајуц (рум. Băiuţ) општина је у Румунији у округу Марамуреш.
Oпштина се налази на надморској висини од 715 m.